# ذو القاعدة الطرفية عائشة
ذو القاعدة الطرفية عائشة أو أكروباسيس عائشة أو عثة عائشة (الاسم العلمي: Acrobasis aicha) هو نوع من الناريات في جنس أكروباسيس. وصفه جان أسيلبيرجس عام 1998. توجد في المغرب.